# NGC 6622
NGC 6622 (również PGC 61582 lub UGC 11175) – galaktyka spiralna (Sb? pec), znajdująca się w gwiazdozbiorze Smoka w odległości około 300 milionów lat świetlnych od Ziemi. Odkrył ją 2 czerwca 1885 roku Edward Swift.
NGC 6622 znajduje się w trakcie zderzenia z NGC 6621. Ta para galaktyk została skatalogowana jako Arp 81 w Atlasie Osobliwych Galaktyk. NGC 6622 to większa, północna galaktyka w tej parze. Większość katalogów i baz obiektów astronomicznych (np. SIMBAD, NASA/IPAC Extragalactic Database, SEDS) identyfikuje te galaktyki odwrotnie, tzn. za NGC 6622 jest uznawana mniejsza, południowa galaktyka. Jest to jednak identyfikacja błędna, gdyż John Dreyer w swoim katalogu napisał, że NGC 6622 to obiekt północny.